# Vietnamská republika
Vietnamská republika (často neformálně nazývaná pouze Jižní Vietnam) byla státem nacházejícím se na území dnešní Vietnamské socialistické republiky, jižně od 17. rovnoběžky. Vznikla rozdělením původní francouzské kolonie Vietnamský stát, součásti francouzského koloniálního impéria.

## Historie
Na Ženevské mírové konferenci v roce 1954 bylo jako součást mírového řešení konfliktu mezi Francií a komunisty ovládaným hnutím Viet Minh dohodnuto rozdělení Vietnamu 17. rovnoběžkou, přičemž v obou částech země měly proběhnout volby a následně rozhovory o reunifikaci. Toto řešení však bylo pod záminkou komunistických volebních manipulací na severu, vládou Vietnamské republiky, jejíž čelný představitel Ngô Đình Diệm se za podpory CIA (Edward Lansdale) chopil moci ve zfalšovaném referendu, později odmítnuto. Navíc ve většinově buddhistickém (Jižním) Vietnamu tvořila elitu, i politickou, vzdělaná skupina Vietnamců převážně římskokatolického vyznání. Ngô Ðình Diệm byl v roce 1963, znovu za pomoci CIA, svržen ve vojenském převratu, po kterém následovala vláda vojenské junty.
Během své krátké existence byla republika neustále ohrožována jak vnitřními boji s organizací Vietkong, používající někdy i teroristické metody boje, jako třeba útoky na civilní obyvatelstvo, tak vměšováním Vietnamské demokratické republiky (VDR) na severu do vietnamské války. Jižní Vietnam s podporou USA reagoval rovněž státním terorismem vůči podporovatelům Vietkongu (viz Program Phoenix) Těmto snahám, navzdory intenzivní podpoře ozbrojených sil USA, nakonec podlehla a byla tzv. Prozatímní revoluční vládou Jižního Vietnamu přivtělena k VDR, přičemž celek dostal název Vietnamská socialistická republika (dnešní Vietnam).